# Шаттенбергшанце
Ауді Арена Оберстдорф (із 2004 по 2017 Ердінгер Арена, до 2004 Скіспрунгстадіон у Шаттенберзі) — комплекс із п'яти трамплінів, розташований у німецькому містечку Оберстдорф, Баварія, на північно-західному схилі гори Шаттенберг (1845).
На найбільшому пагорбі комплексу, Шаттенбергшанце (що означає «Пагорб на Тіньовій горі»), з його K-120 і HS137, щороку з 1952 року проводяться перші змагання Турне чотирьох трамплінів. На пагорбі тричі проводилися чемпіонати світу з лижного спорту FIS — у 1987, 2005 та 2021 роках. Він обладнаний штучним освітленням і розрахований на 27 005 місць.
Також є одна звичайна гора К-95 (HS106), одна середня гора К-56 (HS60) і дві невеликі гори К-30 (HS30) та К-19 (HS20).

## Історія
Будівництво трампліна за проєктом Ганса Швендігера було розпочато в 1925 році і було закінчено 27 грудня 1925 року. У 1930 р. на цьому трампліні проходили чемпіонати Німеччини (з 1901 по 1973 рр. вони проводилися лише на великих трамплінах). Під час Другої світової війни заклад занепав, оскільки останні змагання тут відбувалися в 1941 році. Трамплін був відремонтований наприкінці 1945 року, і 1 січня 1946 року відбулися випадкові новорічні змагання. Новим етапом в історії Шаттенбергшанце стало запрошення клубу СК Оберстдорф на проведення Турне чотирьох трамплінів, і 4 січня 1953 року на цьому трампліні відбувся другий етап першого турне.
Наприкінці 2003 року об'єкт було значно розширено, вартість якого становила 16,6 мільйонів євро. K-точку було перенесено зі 115 метрів на 120 метрів і побудовано нові трибуни на 27 005 осіб. 26 грудня 2004 року офіційну назву комплексу було змінено на Ердінгер Арена, а 1 грудня 2017 року на Ауді Арена Оберсдорф. Обидві зміни були пов'язані з придбанням титульними спонсорами місця проведення — пивоварні Erdinger Weißbräu та виробника автомобілів Audi.
Шаттенбергшанце був одним із перших у світі, де була запроваджена система охолодження льодової доріжки.